# De Telegraaf
A De Telegraaf (kiejtése: [də ˈteːləɣraːf]) a legnagyobb holland napilap. 2017-ben a lap példányszáma 393 537 darab volt, ezzel megelőzi a másik nagy múltú újságot, az Algemeen Dagbladot, melynek példányszáma 341 249 darab.
A Telegraaf főszerkesztője Paul Jansen. Tulajdonosa a Telegraaf Media Groep, amely az ingyenes Metro újságot is kiadja (ugyanez a hírlap Metropol néven Magyarországon is működik.)

## Története

### 19. század
Az újságot Henry Tindal alapította. Az első szám 1893. január 1-én jelent meg.

### 20. század
Tindal 1902-es halálát követően a lapot, és társlapját, a De Courantot a HMC Holdert vette át. Egészen 1923-ig ez a vállalat jelentette meg, ezekben az időkben a Telegraaf az Amsterdamsche Courant, a De Courant pedig a Het Nieuws van den Dag ("A nap hírei") alcímet viselte. Az első világháború alatt, amiben Hollandia semleges maradt, a napilap, igazodva Holdert nézeteihez, az antantot támogatta, közel a britek és a franciák álláspontjához.
A második világháborúban, Hollandia német megszállása idején a nácikat támogatta, ennek eredményeképpen a háború végén harminc évre betiltották, de a tilalmat 1949-ben feloldották, és ezután nőtt az ország legnagyobb napilapjává.
1966-ban tüntetést tartottak az újság székháza előtt, amelynek fő résztvevői a Provo nevű, azóta megszűnt holland anarchista szervezet tagjai voltak. 1974-ben a székház elköltözött, jelenlegi címe: Amszterdam, Basisweg 30. A De Courant/Nieuws van de Dag 1998-ban beszüntette működését. 1999-ben a Telegraaf 808 000 példányban került forgalomba, és ezzel a kilencedik legkelendőbb európai újság lett.

### 21. század
A De Telegraaf volt a nyolcadik legnagyobb európai újság 2001-ben, amikor 807 000 példányban volt forgalmazva. Az újság  vasárnapi különkiadását 2004. március 21-én jelentették meg először, de 2009. december 27-én megszüntették. A példányszám 2013-ban 488 902 darab volt. 2014 októberében a hírlap broadsheetről tabloid formátumra váltott. Mint a legtöbb mai napilap, a Telegraaf példányszáma is egyre csökken.
2018. június 26-án egy gépjármű szándékosan belehajtott a napilap amszterdami székházának kirakatába, a sofőr ezután felgyújtotta az autót, majd elmenekült. Az épületben jelentős károk keletkeztek. A rendőrség szerint a támadást előre eltervezték, az elkövető vélhetően egy helyi motorosbanda tagja, amelyről korábban kritikus hangvételű cikkek jelentek meg a lapban.
A hírlap főleg pénzügyi, politikai, sport, és bulvárhíreket tartalmaz. Politikailag konzervatívnak és jobboldalinak mondható.

## Fordítás
- Ez a szócikk részben vagy egészben  a   De Telegraaf című holland Wikipédia-szócikk ezen változatának fordításán alapul.  Az eredeti cikk szerkesztőit annak laptörténete sorolja fel. Ez a jelzés csupán a megfogalmazás eredetét és a szerzői jogokat jelzi, nem szolgál a cikkben szereplő információk forrásmegjelöléseként.